# Saalburger Marmor

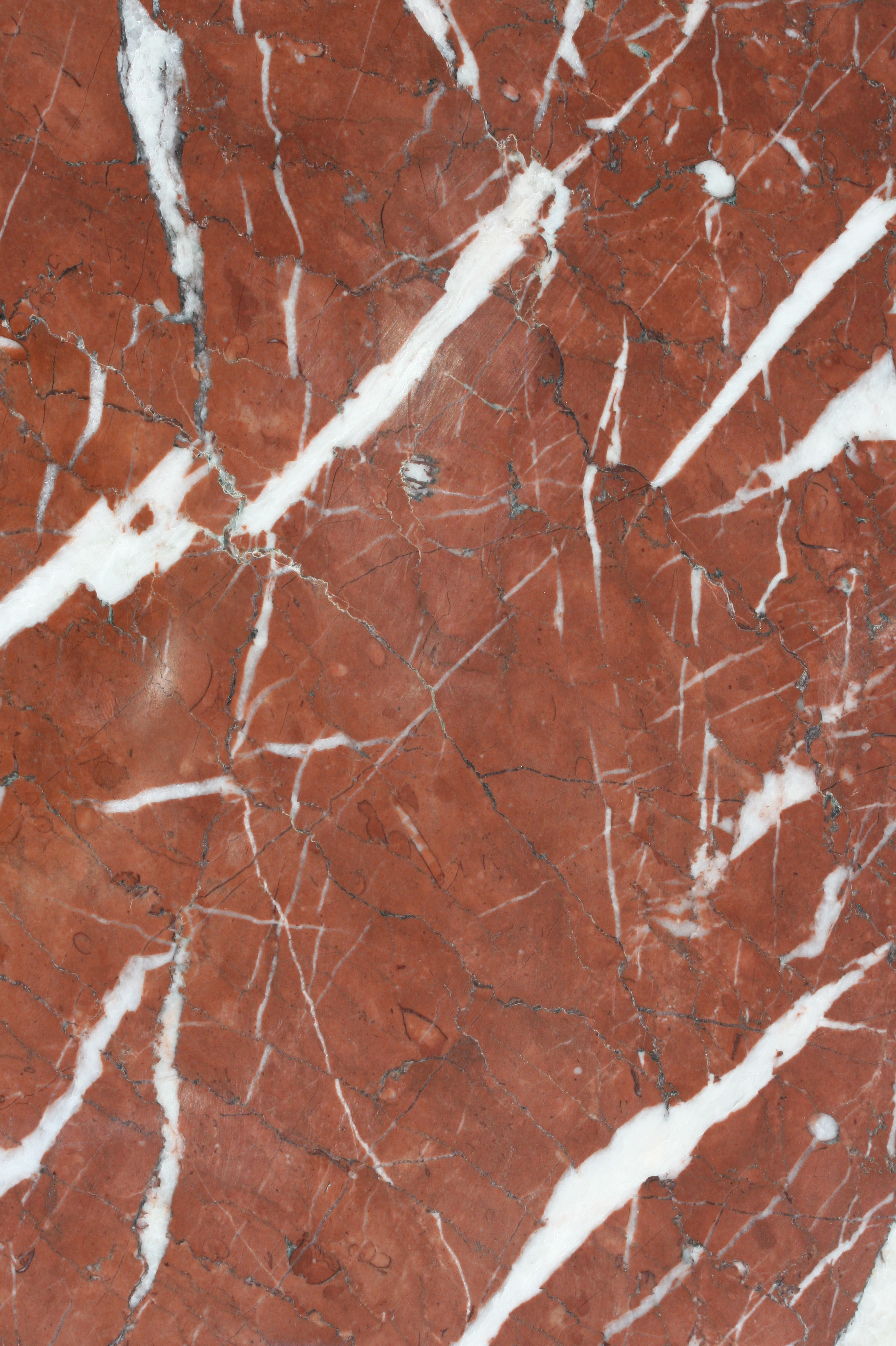
Saalburger Marmor, Sorte Altrot
Muster ca. 24 × 14 cm

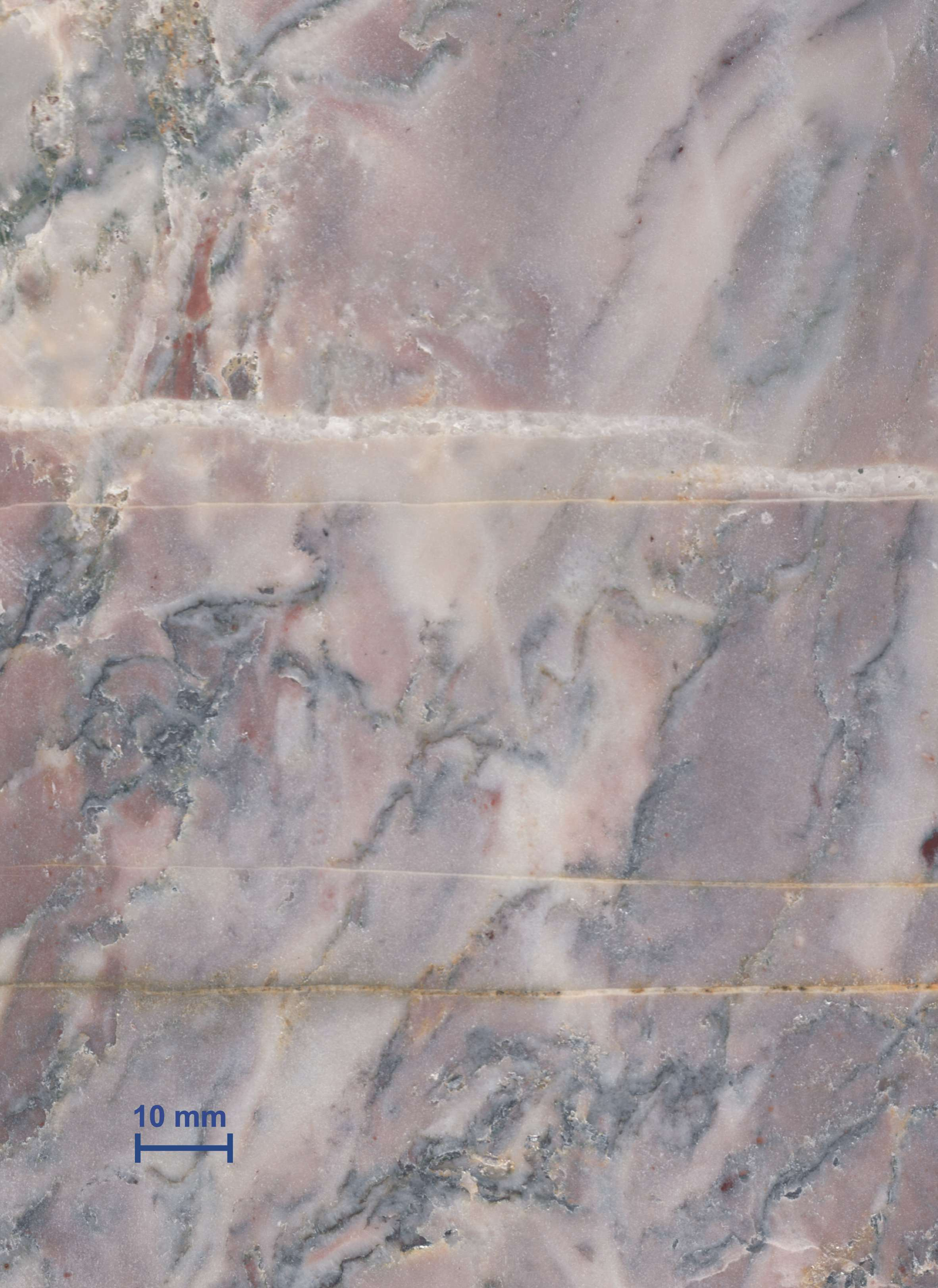
Saalburger Marmor, Sorte Violett

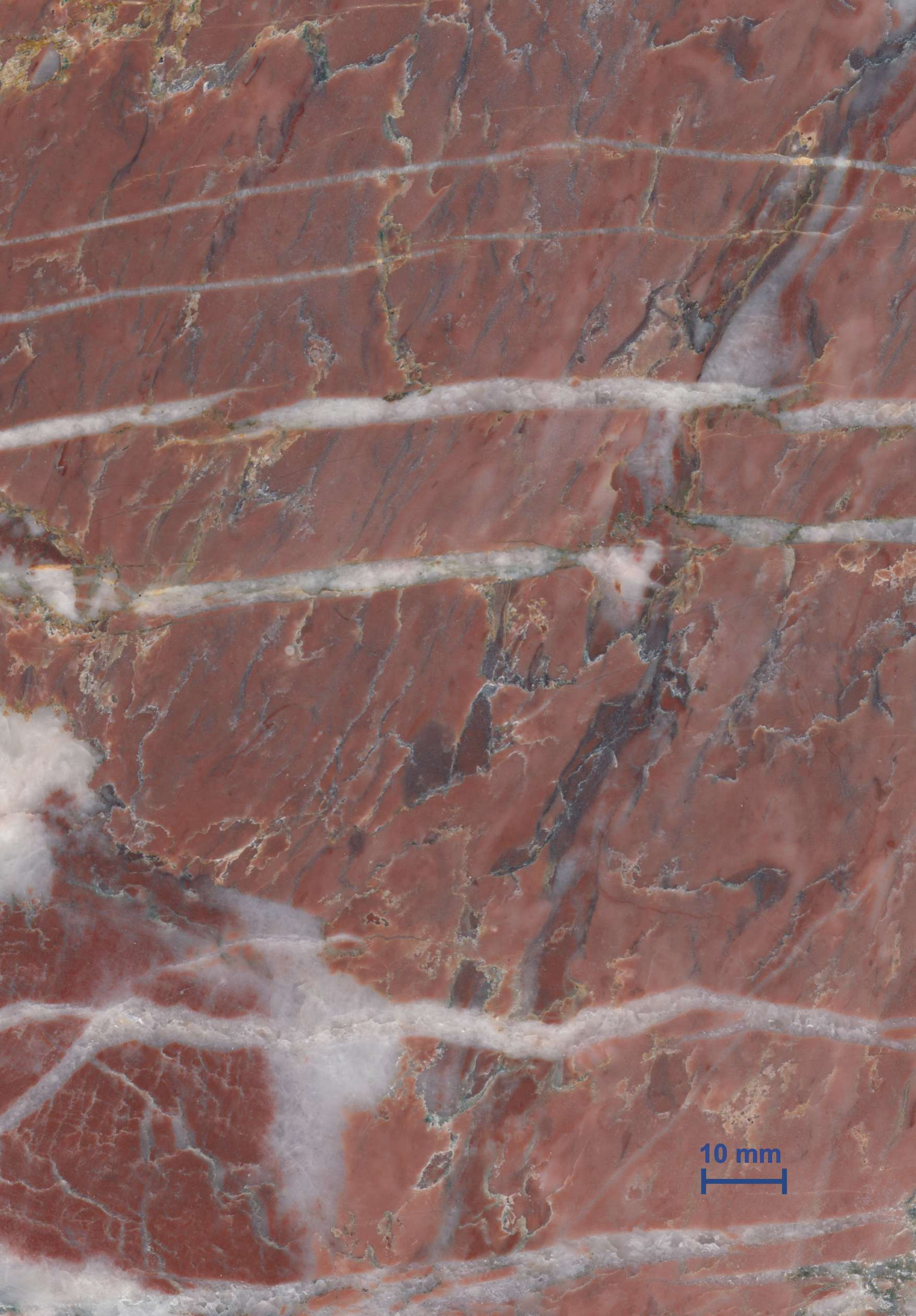
Saalburger Marmor, Sorte Königsrot

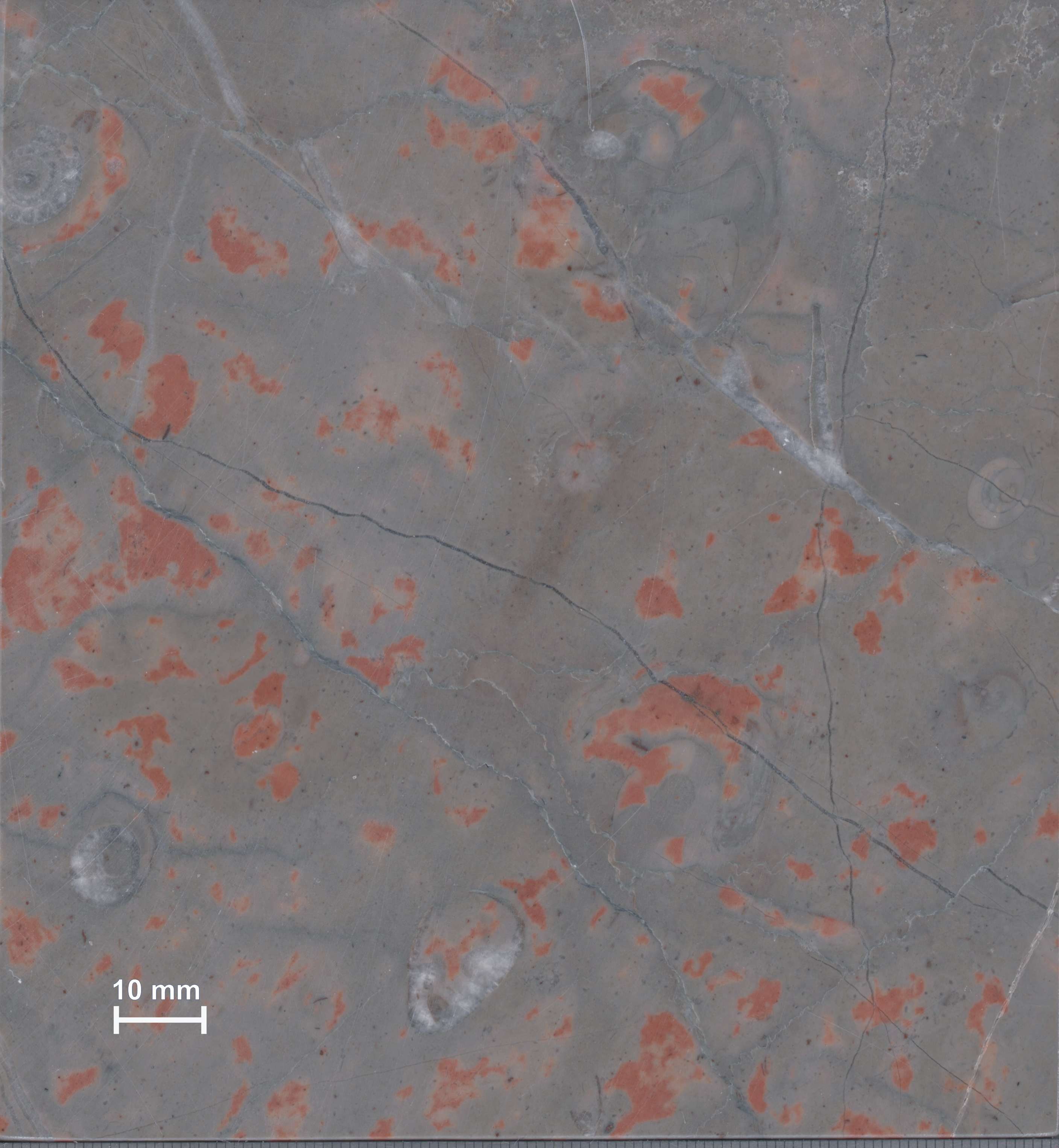
Saalburger Marmor, Sorte Edelgrau-Forelle

Saalburger Marmor ist ein Sammelbegriff für eine Gruppe thüringisch-vogtländischer Naturwerksteine. Im petrographischen Sinne sind die meisten von ihnen keine Marmore, sondern devonische Kalksteine aus der Gegend in und um die Gemeinde Saalburg-Ebersdorf sowie dem Landkreis Greiz in Thüringen. Bekannt sind einzelne Gesteinsvorkommen seit 1743, die technisierte Gewinnung und Verarbeitung von Natursteinen in der Region Saalburg begann im Jahre 1886. Diese Gesteine gibt es in unterschiedlichen Farbtönen. Verwendet wurden diese Naturwerksteinsorten in zahlreichen Bauwerken auf der ganzen Welt.

## Geschichte

### Saalburger Marmorwerke
Im Jahre 1743 wird „Marmor“ im Gebiet um Saalburg durch Johann Gottfried Büchner (1695–1749) erstmals erwähnt, indem er Vorkommen polierfähiger Kalksteine in den Regionen um Schleiz und Burgk vermerkt. Schriftlich festgehalten und damit der bisher älteste Anwendungsnachweis sind Arbeiten des Bildhauers Johann Gottlieb Herget, der für Schloss Burgk sieben Platten für Konsoltische aus „hiesigem Marmor“ anfertigte. Zwei dieser Tische sind heute noch vorhanden. Sie stehen im Damen- bzw. Musiksalon des Schlosses.
Im Jahre 1886 pachtete der Bauunternehmer Magnus Rödel mit dem Architekten Christian Heidecke den Schieferbruch Franzenberg bei Grumbach. Heidecke wurde auf den Kalksteinbruch an der sogenannten Schafbrücke unterhalb der Bärenmühle bei Wurzbach aufmerksam und pachtete diesen am 1. Januar 1887. Anschließend begutachteten sie mehrere Kalksteinbrüche entlang der Saale bis Saalburg. Dort fanden sie besonders gutes Kalksteinmaterial im Pößnigsgrund vor. Nicht weit saaleabwärts lag die sogenannte Herrenmühle an der Mündung des Triebigsbaches in die Saale. Am 1. Juni 1888 pachteten Rödel und Heidecke diese Mühle und bauten diese so um, dass Kalkstein geschnitten, geschliffen und poliert werden konnte. Es wurden Gattersägen, Steinschleifmaschinen und Steinsägen gekauft. Der Betrieb lief gut und so kauften die beiden die Herrenmühle 1889. Damals hatte das Werk 70 Arbeiter und ein Jahr später 80. Eine Maschinenhalle wurde 1890 fertiggestellt. So waren die Saalburger Marmorwerke entstanden. Da sie im Saalegrund nur schwer erreichbar waren, wurden manche Werkstücke gleich vor Ort in den Marmorbrüchen komplett vorgefertigt. Dazu gehören zum Beispiel die einen Meter dicken Säulen des Berliner Doms aus dem Tannaer Marmorbruch.
Im Jahre 1909 zählte das Marmorwerk mit 100 Mitarbeitern als zweitgrößtes Unternehmen auf diesem Sektor in Deutschland. Bis zum Ausbruch des Ersten Weltkriegs wuchs deren Zahl sogar auf 140 an.
Vor dem Ersten Weltkrieg erhielten die Saalburger den Auftrag für Säulen für den Kaiserpalast in Peking. Die Steinladung nach Peking ging nach dem Kriegsbeginn auf dem Seeweg verloren und zehn hohe Säulen blieben in den Werkstätten liegen. Nach dem Krieg führten die Baumeister Heidecke und der Ministerialrat Johannes Grube und der Bremer Fritz Kaye die Firma weiter, ab 1925 Heidecke alleine. Im Frühjahr 1931 führte Heidecke mit Josef Hauser die Saalburger Marmorwerke gemeinsam. Die Stadt Saalburg erhielt einen Eisenbahnanschluss und das Werk siedelte nach Saalburg um, da das Unternehmen von der Stadt einen kostenlosen Bauplatz mit Bahnanschluss zur Verfügung gestellt bekam.
Josef Hauser übernahm nach dem Tod durch Ertrinken von Georg Heidecke im Jahre 1932 in der Bleilochtalsperre die Anteile der Heideck'schen Erben und führte den Betrieb alleine weiter. Diese schicksalhafte Wendung hatte für das Saalburger Marmorwerk große Bedeutung, denn Hauser war ein überzeugter Nationalsozialist und suchte die Nähe führender Nazis wie Adolf Hitler und Fritz Sauckel. Hauser gründete in seinem Betrieb eine sogenannte Werkschar, die sich in Uniform anlässlich der 50-Jahr-Feier in der Festschrift unter einer Standarte mit Hakenkreuz präsentierte. Das damalige Personal wurde durch ihn zur Gefolgschaft bzw. zu Gefolgschaftsmitgliedern und der Parteigenosse Hauser zum Betriebsführer. Die Belegschaft bestand 1937 aus 155 Mitarbeitern.

### Alte und Neue Reichskanzlei
Besonders bekannt waren die Einbauten von Saalburger Marmor im Speisesaal der alten Reichskanzlei, die 1934 umgebaut wurde:
„Der Führer selbst hatte für diese 12 wuchtigen Säulen von über sechs Meter Höhe, 16 Wandlisenen und 4 Ecklisenen, die für den Speisesaal der Reichskanzlei bestimmt waren, im Deutschen Museum in München Buntrosa-ruhig ausgewählt. Die Arbeiten begannen im Gottschall-Bruch. […] Die Arbeiten wurden zur gesetzten Frist abgeliefert und fanden die Anerkennung des Führers und Reichskanzlers Adolf Hitler. Josef Hauser stand vor dem Führer im Speisesaal und durfte diese Anerkennung entgegennehmen.“
Die Neue Reichskanzlei ließ Adolf Hitler 1938 errichten. Hierfür lieferten die Saalburger Marmorwerke beispielsweise große Mengen an Platten für die „Marmorgalerie“. Sie hatte die Ausmaße von 12 × 146 Metern. Für ihren Fußboden kamen zehn Zentimeter starke Platten aus ALTROT zum Einsatz, die aus dem Vogelsbergbruch bei Tegau stammten. Ihr Verbleib und der von sämtlichen anderen in beiden Reichskanzleien verbauten Gesteine ist ungeklärt.

### Nach 1945

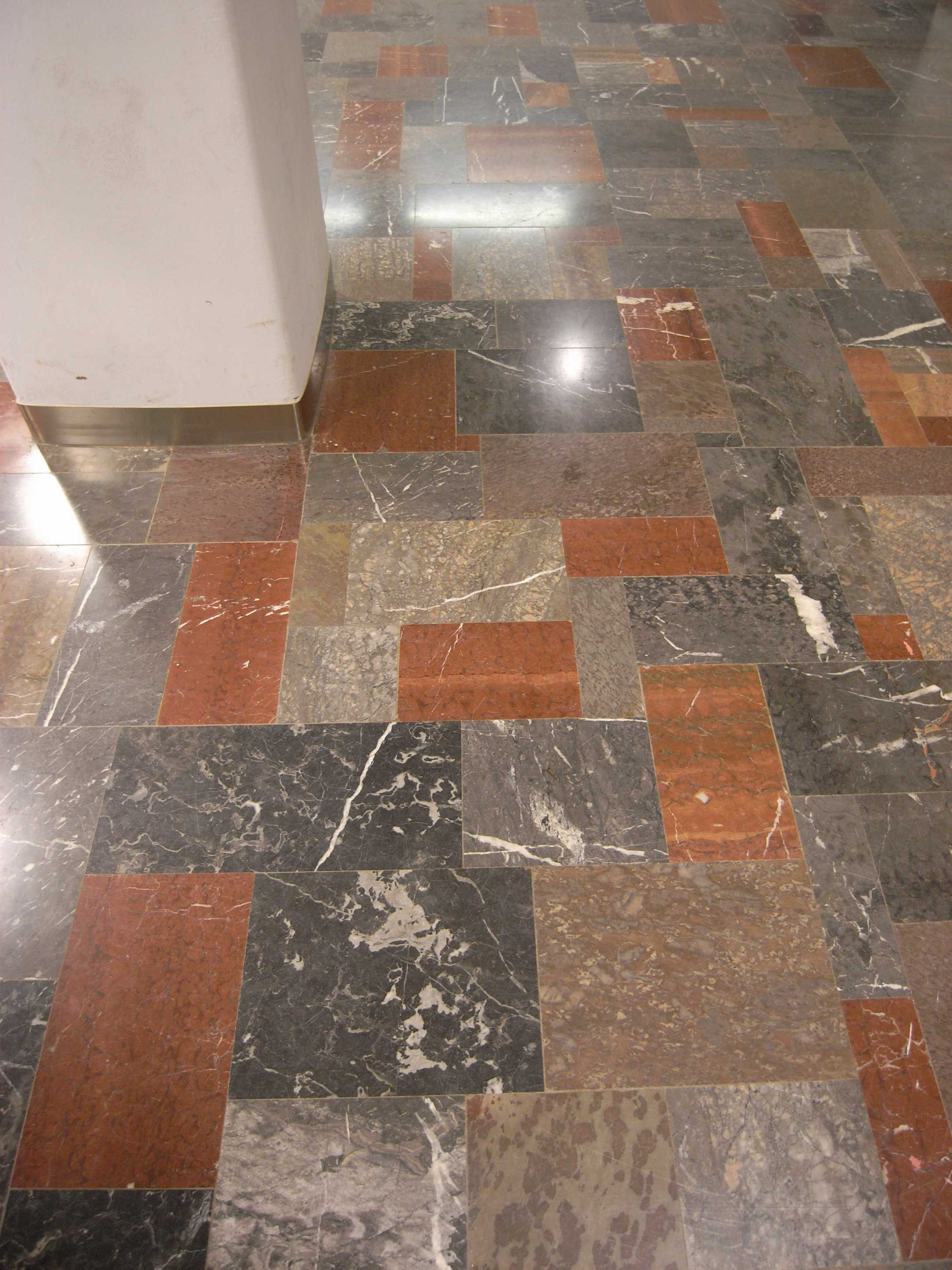
Fußboden aus verschiedenen Sorten, um 1960–61

Auch in der DDR wurde ab 1949 in vielen repräsentativen Bauten Saalburger Marmor verwendet, weil seine dekorativen Sorten immer noch beliebt waren. Es entstanden zahlreiche Gerüchte über die Wiederverwendung des Materials aus der Neuen Reichskanzlei. Diese Vermutungen betreffen zum Beispiel das Foyer der Humboldt-Universität und den U-Bahnhof Mohrenstraße. Hierfür wurden jedoch große Mengen von KÖNIGSROT aus Tanna benutzt, der in beiden Reichskanzleien nachweislich nicht verwendet wurde. Bei möglichen Wiederverwendungen werden ebenso gern die sowjetischen Ehrenmale (Treptower Park, Tiergarten und Schönholzer Heide) in Berlin genannt. Nach einer genauen petrographischen Untersuchung der dort verarbeiteten Steinmaterialien haben diese Gerüchte keine reale Grundlage.
Nach dem Zweiten Weltkrieg lief unter Josef Hauser der Betrieb im Marmorwerk wieder an. 1946 wurde er jedoch enteignet und die Saalburger Marmorwerke volkseigen. Die VEB Saalburger Marmorwerke waren in der DDR der Betrieb, der schwerpunktmäßig Marmore und Kalksteine verarbeitete. Beinahe in allen repräsentativen DDR-Bauten lässt sich Naturstein finden, den die Saalburger Marmorwerke einbauten. Nach der Wende gründete sich im November 1991 die Saalburger Marmorwerke GmbH als Verarbeiter von Naturstein und die TNW Natursteinwerke GmbH und Co. KG als Rohstofflieferant. Durch die Hartsteinwerke Burgk GmbH & Co. OHG wird bei Tegau Kalkstein abgebaut.

## Ausgewählte genutzte Gesteinsvorkommen
Den Kalkstein gab es mit mehreren Handelsnamen und aus unterschiedlichen Steinbrüchen des Thüringer Schiefergebirges und angrenzenden Teilen des Thüringischen Vogtlands:
- bei Tegau im Gottschall-Steinbruch (ab 1897) und im Vogelsberg-Steinbruch (ab 1907): Saalburg Altrot (Farbe tiefdunkelrot). Saalburg Buntrosa-ruhig (Gottschall-Steinbruch) und Saalburg Buntrosa lebhaft, ferner Saalburg Edelgrau-Forelle (grau mit rötlichen Tupfen)
- im Steinbruch Kapfenberg bei Pahren: Kapfenberg (gewolkt, dunkel- bis schwarzgrau), Anfang des 20. Jahrhunderts auch unter dem Handelsnamen Colombriso bekannt.
- im Steinbruch bei Tanna: Saalburg Königsrot (Farbe dunkelrot bis violettrot mit weißen oder rötlich gefärbten Calcitadern.)
- im Steinbruch bei Rothenacker: Saalburg Violett, lebhaft strukturiert
- im Steinbruch des Pößnigsbachtales (heute in der Bleilochtalsperre): Saalburg Meergrün und Saalburg Schwarz

Heute findet lediglich in einzelnen Steinbrüchen Materialabbau statt.

## Bauwerke und Werksteinarbeiten

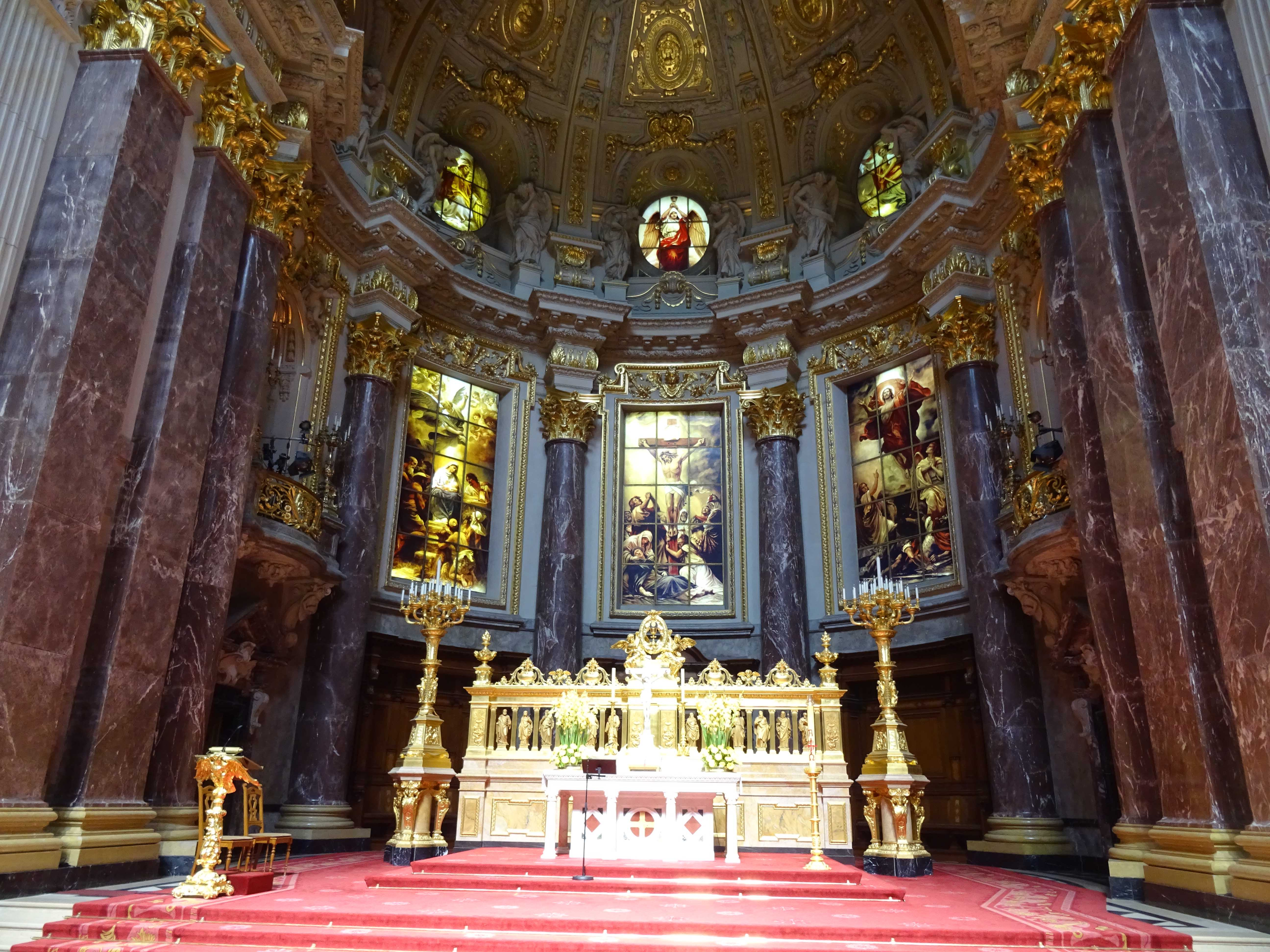
Berliner Dom, Altarraum: Säulen und Pilaster aus Saalburg Königsrot

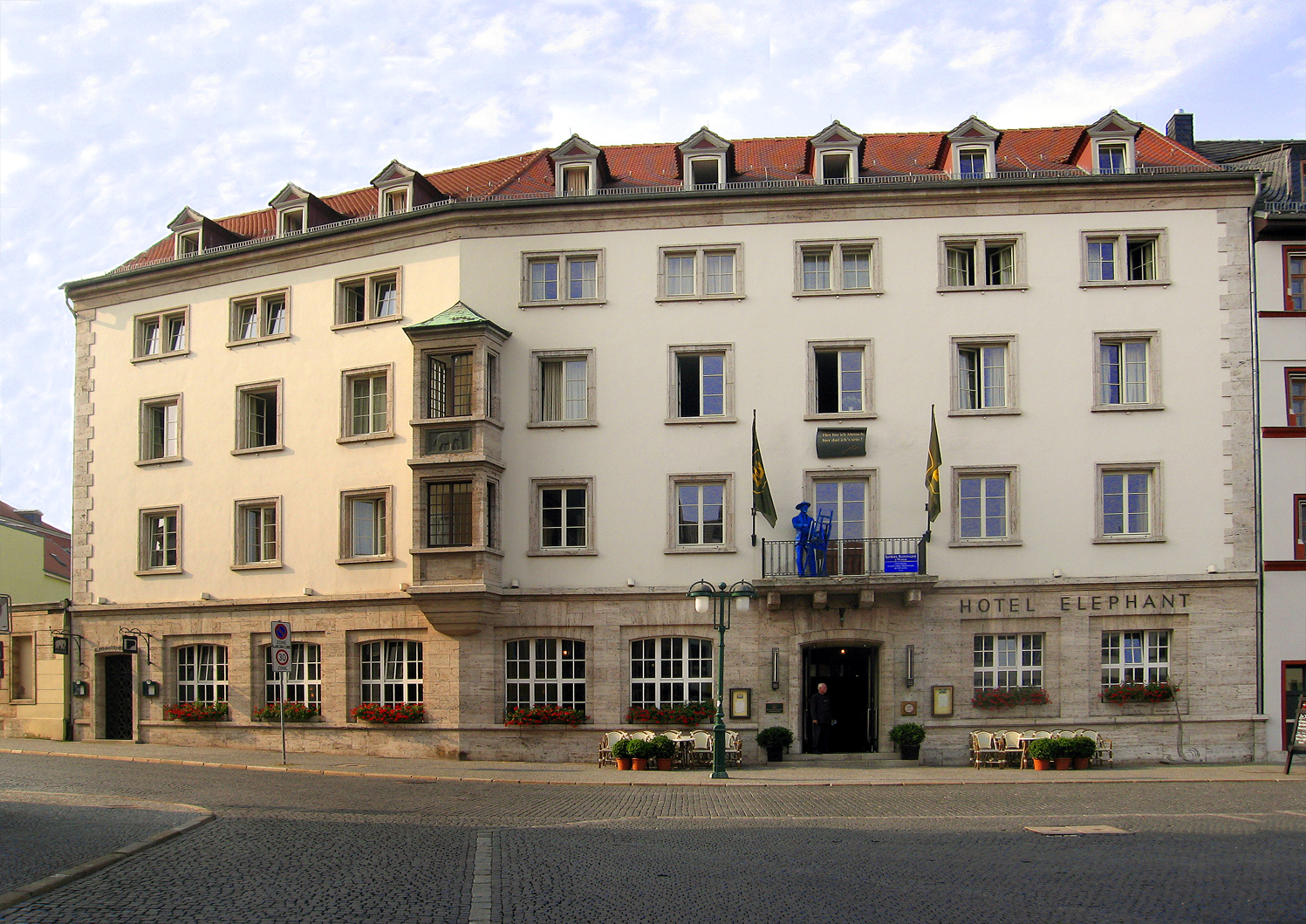
Im Innern des Hotels Elephant in Weimar wurde große Mengen verschiedener Sorten Saalburger Marmors verbaut

- Säulen für den Kaiserpalast in Peking
- Säulen und zahlreiche weitere Interieurteile für den Berliner Dom (1894–1905; Rest. innen 1983–1999)[10]
- Sarkophag für die Herzogin von Mecklenburg
- Regierungsgebäude von Havanna
- Kriegerdenkmal in Surrey (England) für gefallene Amerikaner
- Kassensaal im Reichsbankneubau in Dresden
- Innenräume von den Gebäuden (Ladengeschäfte, Treppenhäuser) der Nachkriegs-Altmarktbebauung und angrenzender Straßenzüge in Dresden[11]
- Dresdner Zwinger, Fußböden (teilweise durch neuzeitliche Sanierungen entfernt)
- Festsaal der ehemaligen Militärakademie in Dresden
- Massivsäulen im Kirchenschiff der Lukaskirche von Dresden
- TU Chemnitz (Foyer im Anbau aus den 1960er Jahren an der Straße der Nationen) in Chemnitz
- Palast-Lichtspiele in Zwickau
- Fußboden und Treppen im Verwaltungsgebäude der NSDAP in München
- Fußboden und Treppen im Führerbau in München
- Fußboden und Treppen im Haus der Deutschen Kunst in München
- Mosaikboden in der Schwimmhalle auf dem Reichssportfeld in Berlin
- Mosaikboden und Fußboden für die Schwimmhalle der Leibstandarte Hitlers
- Massiver Handlauf im Gebäude der Städtischen Feuersozietät Berlin
- Werksteinarbeiten für das Rathaus Magdeburg
- Werksteinarbeiten für das Hotel Elephant, Weimar
- Werksteinarbeiten für den Speisesaal und Anbau der Neuen Reichskanzlei in der Voßstraße in Berlin
- Fußbodenornamentik im Foyer der Staatsoper Unter den Linden (1950–1955)[12]
- Intarsienfußboden des Apollosaals in der Staatsoper Unter den Linden (1950–1955)[13]
- Fußboden im Foyer der Staatsbibliothek zu Berlin (Haus Unter den Linden) (nach 1945)[14]
- Altar der Kirche St. Alban (Effelder), „Eichsfelder Dom“
- Pergamonmuseum (Altarsaal; Telephos-Saal) – Museumsinsel Berlin